# Sifone a pavimento
Il sifone a pavimento, detto anche pozzetto di ispezione, è un elemento idraulico situato generalmente nella stanza da bagno.

## Descrizione e funzioni
È costituito da un tappo in gomma ad espansione che può essere regolato da una manopola al centro, alcuni modelli presentano invece viti a pressione agendo sulle quali il materiale si espande e chiude il pozzetto. Esteriormente è coperto da una piastra cromata del diametro mm 110-120 con vite centrale (rosone a pavimento), oppure come una flangia in ottone del diametro mm 80-90-100, con tre fori lungo il diametro, due dei quali vengono utilizzati per l'ispezione con apposita chiave, mentre il foro centrale è destinato al fissaggio del rosone di copertura.
La funzione del sifone a pavimento è quella di evitare la fuoriuscita degli odori provenienti dalla tubazione principale (ad es. la colonna di scarico condominiale) e da quelle ad essa collegate (generalmente: lavabo, bidet e vasca da bagno o doccia, ossia tutti i sanitari eccetto il water); esso inoltre previene il sifonamento dagli scarichi dei singoli apparecchi sanitari.

## Installazione e rimozione
Dopo aver preventivamente alloggiato e posizionato il tappo in modo da incastrarlo preventivamente nel canale, si procede alla fissazione agendo sulle parti mobili. L'ispezione si effettua tramite rimozione del coperchio: per quelli in plastica, basta ruotare la farfalla in senso antiorario e togliere il coperchio, mentre critica è invece la rimozione del coperchio dei sifoni in piombo, data la delicatezza di questi ultimi che potrebbero danneggiarsi durante le operazioni e non più essere idonei alla loro funzione.